# Isbrueckerichthys alipionis
Isbrueckerichthys alipionis és una espècie de peix pertanyent a la família dels loricàrids.

## Descripció
- Pot arribar a fer 8,2 cm de llargària màxima.
- 7 radis tous a l'aleta dorsal.
- 6 radis tous a l'aleta anal.[5][6]

## Hàbitat
És un peix d'aigua dolça, demersal i de clima tropical.

## Distribució geogràfica
Es troba a Sud-amèrica: conca del riu Ribeira do Iguape (estat de São Paulo, el Brasil).

## Observacions
És inofensiu per als humans.